# Tumán (Chile)
Tumán es una pequeña localidad, ubicada en la comuna de Navidad, Provincia Cardenal Caro, en la Región del Libertador General Bernardo O'Higgins, Chile.
Se encuentra entre las localidades de Polcura, Pupuya y la playa de Puertecillo.
Es una alternativa para acceder a la playa de Puertecillo, pero solo es posible acceder por este camino mediante vehículos con doble tracción.
El camino Tumán - Puertecillo tiene 7 km de longitud, y al final de éste comienza la Cuesta Tumán (conocida también como cuesta "La Cuchilla"), de 1 kilómetro de distancia, sólo para tránsito con vehículos con doble tracción, motos, caballos, etc., debido a su dificultad, sobre todo para subir, con pendientes de hasta 65°, curvas muy cerradas y precipicios que ya han cobrado la vida de varias personas. Esta alternativa llega al sector centro de Puertecillo, precisamente al sector de cabañas, hostales, almacenes y la única escuela básica del lugar.